# Le Roi Arthur
Pour les articles homonymes, voir Roi Arthur, Liste d'œuvres concernant le cycle arthurien, King Arthur et Arthur.
Pour plus de détails, voir Fiche technique et Distribution.
Le Roi Arthur (King Arthur) est un film d'aventures et de fantasy américano-britanno-irlandais réalisé par Antoine Fuqua, sorti en 2004. Basé sur la légende arthurienne, le film se veut plus fidèle à « la véritable histoire du Roi Arthur » et s'inspire notamment des travaux de Linda Ann Malcor.

## Synopsis
Après plusieurs siècles de domination sur l'Île de Bretagne, les Romains abandonnent l'île face aux invasions des Saxons. Les chevaliers sarmates guidés par l'officier romain (mais de mère bretonne) Artorius Castus, dit Arthur, ont rempli leurs engagements envers Rome, en la servant pendant 15 ans et en combattant les Pictes (confédération celtique) dirigés par Merlin ; ils n'aspirent plus qu'à retrouver leur liberté. Mais ils se voient confier une dernière et dangereuse mission par l'évêque Germanus : ramener à l'abri la riche famille romaine de Marius Honorius (et notamment son fils Alecto, protégé du pape), qui vit au-delà du mur d'Hadrien.
Les chevaliers sarmates de la Table Ronde (Lancelot, Tristan, Bors, Dagonet, Gauvain et Galahad) sont réticents à l'idée d'accomplir cette dernière mission mais sont convaincus par Arthur. Alors que les Saxons menés par le roi Cerdic et son fils Cynric débarquent, Arthur et ses chevaliers sont en route pour le nord du mur. Mais en cours de route, ils sont attaqués par les Pictes. Cependant, ces derniers reçoivent l'ordre par Merlin d'épargner les chevaliers car celui-ci a des projets pour eux dans l'invasion des Saxons qui sont également leurs ennemis. Finalement, la compagnie d'Arthur atteint la demeure de Marius Honorius et découvrent les mauvais traitements que celui-ci fait subir aux serfs et aux païens. Ils libèrent notamment Guenièvre, une jeune guerrière picte, et emmènent Honorius, furieux de quitter sa demeure, sa famille et ses gens. Sur le chemin du retour, Guenièvre conduit Arthur à son père, Merlin, et celui-ci lui fait une proposition d'alliance contre la menace saxonne. Plus tard, Honorius tente de s'enfuir en prenant un jeune garçon en otage mais est tué par Guenièvre. Le jeune Alecto apprend quant à lui à Arthur que Pélage, dont les enseignements égalitaires ont inspiré Arthur, a été exécuté à Rome pour hérésie.
Talonnés par l'avant-garde saxonne conduite par Cynric, Arthur et ses chevaliers s'arrêtent après avoir traversé un lac gelé pour combattre et donner aux réfugiés le temps de regagner l'abri du mur d'Hadrien, espérant que la glace rompra sous le poids des Saxons. Voyant que cela n'arrivera pas, Dagonet se sacrifie pour briser la glace du lac, et la plupart des Saxons meurent noyés. Sa mission accomplie, Arthur, écœuré par Rome et l'attitude de Germanus, choisit de rester défendre son pays natal avec l'aide des Pictes. Les chevaliers sarmates, qui étaient partis dans un premier temps, font demi-tour pour combattre à ses côtés. Une grande bataille a lieu entre les envahisseurs saxons et l'armée d'Arthur ; au cours de celle-ci, Lancelot sauve Guenièvre de Cynric avant que les deux hommes ne s'entretuent, et Cerdic tue Tristan en combat singulier avant d'être lui-même tué par Arthur.
Après la mort de leur roi, les Saxons sont totalement vaincus. Merlin proclame Arthur roi de Bretagne et célèbre le mariage entre Arthur et Guenièvre, mariage qui unifie les peuples bretons. Gauvain, Bors et Galahad, les chevaliers sarmates survivants, choisissent de rester sur l'île.

## Fiche technique
Sauf indication contraire, les informations mentionnées dans cette section peuvent être confirmées par les bases de données cinématographiques IMDb et Allociné,  présentes dans la section « Liens externes ».
- Titre original : King Arthur
- Titre français et québécois : Le Roi Arthur[2]
- Réalisation : Antoine Fuqua
- Scénario : David Franzoni
- Musique : Hans Zimmer
  - Musiques additionnelles : Nick Glennie-Smith, Rupert Gregson-Williams, Trevor Morris et Blake Neely
- Direction artistique : Yann Biquand, Conor Dennison, Lynne Huitson et Anna Rackard
- Décors : Paul Cross et Dan Weil
- Costumes : Penny Rose
- Photographie : Sławomir Idziak
- Son : Lon Bender, Neil Collymore, Peter J. Devlin, John Fitzgerald, Eddy Joseph, Richard Lewis, Kevin O'Connell, Adrian Rhodes
- Montage : Conrad Buff IV et Jamie Pearson
- Production : Jerry Bruckheimer
  - Production exécutive : Selwyn Roberts
  - Production déléguée : Ned Dowd, Chad Oman et Mike Stenson
  - Production associée : James Flynn, Bruce Moriarty, Morgan O'Sullivan, Pat Sandston et Paul Tucker
- Sociétés de production :
  - Irlande : World 2000 Entertainment
  - Royaume-Uni : Green Hills Productions
  - États-Unis : présenté par Jerry Bruckheimer Films et Touchstone Pictures
- Sociétés de distribution : Buena Vista International (Royaume-Uni, Irlande, France, Suisse) ; Buena Vista Pictures (États-Unis)
- Budget : 120 millions de $[3],[4]
- Pays de production :  Irlande,  Royaume-Uni,  États-Unis
- Langues originales : anglais, latin, gaélique, gallois
- Format : couleur (Technicolor) — 35 mm — 2,39:1 — son DTS / Dolby Digital / SDDS
- Genre : action, aventure, drame, guerre, historique
- Durée : 126 minutes ; 142 minutes (Director's cut)
- Dates de sortie[5] :
  - États-Unis : 28 juin 2004 (première mondiale au Ziegfeld Theatre à New York)[6] ; 7 juillet 2004 (sortie nationale)
  - Belgique : 28 juillet 2004[7]
  - Irlande, Royaume-Uni : 30 juillet 2004
  - France : 4 août 2004[8]
  - Suisse romande : 11 août 2004[9]
- Classification : 
  - Irlande : interdit aux moins de 15 ans, sauf s'ils sont accompagnés d'un adulte (15A - Minimum age for admission is 15)
  - Royaume-Uni : les enfants de moins de 12 ans doivent être accompagnés d'un adulte (12A - Suitable for 12 years and over)
  - États-Unis : accord parental recommandé, film déconseillé aux moins de 13 ans (PG-13 - Parents Strongly Cautioned)[N 1]
  - France : tous publics[10]
  - Belgique : tous publics (Alle Leeftijden)[7]
  - Suisse romande : interdit aux moins de 12 ans[11]
  - Québec : tous publics - déconseillé aux jeunes enfants (G - General Rating)[2]

## Distribution
Arthur et ses chevaliers
- Clive Owen (VF : Bernard Gabay ; VQ : Daniel Picard) : le Roi Arthur
- Ioan Gruffudd (VF : Xavier Fagnon ; VQ : Claude Gagnon) : Lancelot
- Mads Mikkelsen (VF : Éric Herson-Macarel ; VQ : Antoine Durand) : Tristan
- Joel Edgerton (VF : Jean-François Vlerick ; VQ : Louis-Philippe Dandenault) : Gauvain
- Ray Winstone (VF : Marc Alfos ; VQ : Hubert Gagnon) : Bors
- Hugh Dancy (VF : Denis Laustriat ; VQ : Patrice Dubois) : Galahad
- Ray Stevenson (VF : Michel Vigné ; VQ : Denis Roy) : Dagonet

Pictes et Saxons
- Keira Knightley (VF : Sybille Tureau ; VQ : Catherine Sénart) : Guenièvre
- Stephen Dillane (VF : Marc Cassot ; VQ : Yves Massicotte) : Merlin
- Stellan Skarsgård (VF : Jacques Frantz ; VQ : Hubert Fielden) : Cerdic
- Til Schweiger (VF : Philippe Vincent ; VQ : Jean-François Beaupré) : Cynric

Autres romains
- Ivano Marescotti (VF : Pierre Dourlens ; VQ : Manuel Tadros) : l'évêque Germanus
- Lorenzo De Angelis (it) (VQ : Nicolas Charbonneaux-Collombet) : Alecto
- Sean Gilder (VF : Vincent Grass ; VQ : Paul Sarrasin) : Jols
- Ken Stott (VF : Michel Papineschi ; VQ : Benoît Marleau) : Marius Honorius
- Pat Kinevane (VQ : Jacques Lavallée) : Horton
- Charlie Creed-Miles (VF : Thierry Ragueneau ; VQ : Benoit Éthier) : Ganis (habitant de la villa de Marius Honorius)
- Graham McTavish : un officier romain

Sources et légende : Version française (VF) sur VoxoFilm. Version québécoise (VQ) sur Doublage Québec

## Production

### Tournage
Le film a été tourné en Irlande.

## Accueil

### Accueil critique
Il a été assez mal accueilli par la critique, ne recueillant que 31 % de critiques positives, avec un score moyen de 5⁄10 sur la base de 185 critiques collectées, sur le site internet Rotten Tomatoes et obtenant un score de 46⁄100, sur la base de 39 critiques, sur Metacritic. En France, les critiques sont contrastées : pour Le Parisien il s'agit d'un « grand et beau spectacle » avec de « sérieux atouts », pour Première une « histoire inattendue et plutôt intéressante » avec de bons acteurs, L'Écran fantastique évoque « un postulat intéressant pour un résultat mitigé », Positif un « brave film d'aventures » aux « agréables clichés » et Télérama une pseudo-réalité historique manquant de style.

### Box-office
Le film a rapporté au box-office 203 567 857 $ dans le monde entier. Il a attiré dans les salles de cinéma 1 576 096 spectateurs en France, 335 395 en Belgique, 200 215 au Québec et 163 224 en Suisse.
| Pays        | Box-office   | Pays     | Box-office  | Pays             | Box-office  |
| ----------- | ------------ | -------- | ----------- | ---------------- | ----------- |
| +           | 51 882 244 $ | Russie   | 5 642 392 $ | Autriche         | 1 479 009 $ |
| Japon       | 16 783 990 $ | Suède    | 3 899 112 $ | Argentine        | 1 392 727 $ |
| Royaume-Uni | 12 848 085 $ | Brésil   | 3 200 000 $ | Pologne          | 1 240 167 $ |
| Espagne     | 12 710 589 $ | Pays-Bas | 2 596 624 $ | Thaïlande        | 1 175 500 $ |
| Allemagne   | 11 054 041 $ | Belgique | 2 399 649 $ | Portugal         | 1 173 226 $ |
| France      | 10 732 153 $ | Danemark | 1 860 104 $ | Taïwan           | 1 116 000 $ |
| Italie      | 7 415 146 $  | Suisse   | 1 757 000 $ | Afrique du Sud   | 1 040 939 $ |
| Australie   | 6 597 737 $  | Norvège  | 1 756 112 $ | Nouvelle-Zélande | 925 144 $   |
| Mexique     | 5 842 297 $  | Turquie  | 1 635 792 $ | Finlande         | 898 070 $   |

## Distinctions

### Récompenses

#### 2004
- Festival du film de Hollywood : meilleure actrice pour Keira Knightley
- Irish Film and Television Awards :
  - Prix du public de la meilleure actrice internationale pour Keira Knightley
  - Prix IFTA de la meilleure coiffure et/ou maquillage pour Dee Corcoran et Ailbhe Lemass

#### 2005
- Prix Huabiao : meilleur film étranger traduit

### Nominations

#### 2004
- International Film Music Critics Award (IFMCA) : meilleure musique originale pour un film d'action / aventure pour Hans Zimmer
- Teen Choice Awards :
  - Meilleur film de l'été
  - Meilleure révélation féminine pour Keira Knightley

#### 2005
- Academy of Science Fiction, Fantasy and Horror Films - Saturn Awards : meilleure édition spéciale DVD
- Empire Awards : meilleure actrice britannique pour Keira Knightley
- Harry Awards : Harry Award
- Motion Picture Sound Editors : meilleur montage son dans un long métrage étranger pour Harry Barnes, Lon Bender, Iain Eyre, James Harrison, Alex Joseph, Eddy Joseph, Sue Lenny, Francis Ward Lindsay, James Mather, Colin Ritchie, Steve Schwalbe et Oliver Tarney
- Teen Choice Awards : meilleure actrice dans un film d'action / aventure / thriller pour Keira Knightley

## Exploitation

### Éditions en vidéo
- En France, le film Le Roi Arthur est sorti en DVD le 4 février 2005[20]. Par la suite, il est ressorti en DVD le 19 novembre 2008[21], puis en Blu-ray Director's cut le 4 avril 2007[22]. Le film est également sorti en VOD le 1er février 2016[8].
- Au Québec, le film est sorti en DVD le 21 décembre 2004[23].

### Adaptation en jeu vidéo
King Arthur est l'adaptation du film en jeu vidéo. Il est sorti en 2004 sur GameCube, PlayStation 2 et Xbox.

## Analyse
Ce qui distingue ce film de la plupart des autres dérivés de la légende arthurienne, c'est le positionnement chronologique de l'histoire et le choix délibéré de s'éloigner du mythe arthurien traditionnel du Moyen Âge. Le film se situe en 467 date à laquelle les Romains quittent l'île de Bretagne et, dans le film, les Romains évacuent le mur d'Hadrien avant le débarquement des Saxons. Arthur est présenté comme un officier romain et non comme un chevalier médiéval et Guenièvre est également à l'opposé de son rôle habituel de demoiselle en détresse en étant présentée comme une guerrière rappelant Boudicca ou la reine Medb.
La revendication du film comme étant « la véritable histoire du Roi Arthur » se base sur les travaux de Linda Ann Malcor, et particulièrement sur son livre De Scythie à Camelot. Il n'y a cependant pas de consensus entre historiens sur cette théorie et le film présente des incohérences chronologiques : Cerdic de Wessex et son fils Cynric n'auraient débarqué en Angleterre qu'en 495 d'après la Chronique anglo-saxonne, alors que Pélage serait quant à lui décédé autour de 420.
La bataille du Mont Badon (lieu clé de l'action du film) se situerait en réalité près de Bath en Angleterre et non près du mur d'Hadrien (près de l'Écosse). Il n'y a jamais eu de rencontre entre Saxons et Romains (ces derniers avaient déserté l'île avant l'installation des premiers colons saxons sur la côte ouest). Cependant, des cavaliers Sarmates venant de l'Est de l'Europe comme montrés dans le film défendaient effectivement une partie du mur d'Hadrien (ainsi que des auxiliaires gaulois et belges). Enfin, il est peu probable qu'une villa romaine ait été édifiée au nord du mur d'Hadrien, comme celle que possède Marcus Honorius.